# Mboko (langue)
Pour la joueuse de tennis canadienne, voir Victoria Mboko.
Le Mboko (ou Mboxo, Mbuku) est une langue bantoue parlée en république du Congo, plus précisément dans le district de Makoua (dans le département de la Cuvette) et le département de la Sangha. Cette langue est parlée par environ 27 000 personnes et possède un dialecte, le Ngare.